# Ernestine Tavernier
Pour les articles homonymes, voir Tavernier.
Pas d'image ? Cliquez ici
Ernestine Tavernier, épouse Tavernier, née le 17 août 1824 à Paris et morte le 26 mai 1903 dans la même ville, est une alpiniste française.
Le 10 août 1849, elle devient la première Française — et peut-être la première femme —à avoir gravi le pic d'Aneto, point culminant des Pyrénées.

## Biographie
Fille de Jean Baptiste Ernest Tavernier, inspecteur des Messageries royales, et d'Henriette Clémence Bouglé, son épouse, Ernestine Henriette Tavernier naît à Paris en 1824.
À l'âge de 16 ans, elle épouse un de ses oncles paternels, Pierre Edmond Tavernier, âgé de 35 ans et futur receveur général de la Charente,.
En 1849, les deux époux font partie de la quatrième ascension du pic d'Aneto, alors appelé le Néthou. Ernestine Tavernier devient la première Française à le gravir. Certaines sources, parfois contestées, indiquent qu'elle a été précédée, en 1848, par une Anglaise nommée Clara Marshall,.
Ernestine Tavernier meurt en 1903, en son domicile parisien du 58 rue de Monceau. Elle est inhumée trois jours plus tard au cimetière du Père-Lachaise, division 10.